# San Jacinto (Chiquimula)
San Jacinto é uma cidade da Guatemala do departamento de Chiquimula.